# Bullock Cycle & Motor Works
Bullock Cycle & Motor Works war ein 1896 von John Bullock gegründeter australischer Hersteller von Fahrrädern, Motorrädern und Automobilen.

## Unternehmensgeschichte
Das Unternehmen aus Adelaide stellte von 1896 bis Mitter der 1950er Fahrräder her. 1901 begann unter Leitung von John Bullock die Produktion von Automobilen, die 1902 endete. Der Markenname lautete Bullock. Motorräder entstanden ab 1913 bis mindestens 1915. Das Unternehmen stellte in den 1950er Jahren, etwa 20 Jahre nach dem Tod des Gründers John Bullock seine Tätigkeit ein.

## Automobile
1901 erschien ein leichter Zweisitzer, bei dem die Sitze nebeneinander angeordnet waren. Ein luftgekühlter Motor mit 2,75 PS Leistung trieb das Fahrzeug an. Die Höchstgeschwindigkeit war mit 20 km/h angegeben.
1902 folgte ein stärkeres Fahrzeug. Sein wassergekühlter Motor stammte von De Dion-Bouton und leistete 4 PS. Das Getriebe hatte zwei Gänge.